# مارلین فیش
مارلین فیش (انگلیسی: Marleen Fish; 1934 – تاریخ ورودی نامعتبر است) سیاستمدار اهل ایالات متحده آمریکا بود.